# Cophinopoda matilei
Cophinopoda matilei là một loài ruồi trong họ Asilidae. Cophinopoda matilei được Tsacas & Artigas miêu tả năm 1994. Loài này phân bố ở vùng nhiệt đới châu Phi.